# Кушталь
50°55′34″ пн. ш. 14°15′24″ сх. д. / 50.926° пн. ш. 14.2566° сх. д.
Кушталь (нім. Kuhstall — корівник) — другі за розмірами після Правчицьких воріт скельні ворота Ельбських Пісковикових гір. Вони знаходяться на висоті 337 м. Висота воріт — 11 м, ширина — 17 м і глибина — 24 м. У XV столітті тут знаходилася фортеця.

## Назва
Назва Кушталю пов'язана з тим, що під цими воротами містилися корови. За однією версією, селяни довколишніх сіл ховали свою худобу від шведських солдатів під час Тридцятирічної війни. За іншою версією, жителі середньовічної фортеці ховали тут крадених корів.

## Туризм
Кушталь в 19-му столітті був одним з головних туристичних атракціонів Ельбських Пісковикових гір. З кінцевої зупинки трамваю «Кірнічтальбан» близько Ліхтенгайнського водоспаду можна було дійти пішки або їздити верхи на віслюку. Поруч з воротами в 1824 році був зведений ресторан, що сприяло популярності Кушталя. Ресторан з тих пір багато разів перебудували і розширили. У наші дні віслюки зникли і доводиться ходити пішки, але Кушталь не втратив своєї популярності. З тераси південніше скельних воріт видно скельну панораму Саксонської Швейцарії. Вище воріт знаходяться залишки колишньої фортеці, доступні через вузькі «небесні сходи».
| Німеччина | Це незавершена стаття з географії Німеччини. Ви можете допомогти проєкту, виправивши або дописавши її. |